# Иван Сматракалев
Иван Димитров Сматракалев е български революционер, деец на Вътрешната македоно-одринска революционна организация.

## Биография
Иван Сматракалев е роден на 9 март 1878 година в сярското село Горно Броди, тогава в Османската империя. Завършва българското педагогическо училище в Сяр и преподава в Горно Броди и Крушево, а също и в Сяр. Докато преподава в Просечен между 1901 и 1902 година е пунктов началник и член на Драмския околийски комитет на ВМОРО. През 1903 година е арестуван от турската власт и е осъден на смърт. Впоследствие е помилван и лежи в затвора до 1907 година. Скоро след това полицията предлага да се изсели от Турция и в продължение на три години да не се връща.
От 1910 до Балканската война в 1912 година е секретар на българската митрополия в Сяр.
По-късно е председател на Сярското братство в България.
От 1942 година след частичното освобождение на Егейска Македония става председател на Сярското дружество на Илинденската организация.
Умира на 4 май 1946 година в Пловдив.
Иван Сматракалев е баща на поета македонист Михаил Сматракалев.